# Proasellus montalentii
Proasellus montalentii är en kräftdjursart som beskrevs av Stoch, Valentino och Volpi 1996. Proasellus montalentii ingår i släktet Proasellus och familjen sötvattensgråsuggor. Inga underarter finns listade i Catalogue of Life.